# Isogenoides
Isogenoides és un gènere d'insectes plecòpters pertanyent a la família dels perlòdids.

## Hàbitat
En els seus estadis immadurs són aquàtics i viuen a l'aigua dolça, mentre que com a adults són terrestres i voladors.

## Distribució geogràfica
Es troba a Nord-amèrica: el Canadà i els Estats Units.

## Taxonomia
- Isogenoides colubrinus (Hagen, 1874)
- Isogenoides doratus (Frison, 1942)
- Isogenoides elongatus (Hagen, 1874)
- Isogenoides frontalis (Newman, 1838)
- Isogenoides hansoni (Ricker, 1952)
- Isogenoides olivaceus (Walker, 1852)
- Isogenoides varians (Walsh, 1862)
- Isogenoides zionensis (Hanson, 1949)[8][9][10][11][12][13]